# 김배영
김배영(金倍瑩, 1961년 6월 19일, 서울특별시 영등포구 ~ )은 대한민국의 제6·7대 서울특별시의원이었다.

## 학력
- 대경상업고등학교 졸업
- 1981.03 ~ 1988.02 경기대학교 경영학과 학사 졸업

### 비학위 수료
- 2000 ~ 2003 동국대학교 대학원 경영학과 석사 졸업
- 2007 ~ 2009 서울시립대학교 대학원 사회복지학과 박사 과정 수료

## 경력
- 경문대학 인터넷경영학과 겸임교수
- 장안대학 경영학과 강사
- 경서농협 운영평가 자문위원
- 온수초등학교 운영위원장
- 서울시 교육청 서울교육격차 해소 위원회 위원
- 서울시 교육지원 심의위원회 위원
- 제5회 서울국제 미디어 아트 비엔날레 자문위원회 자문위원
- 민주평화통일자문회의 자문위원
- 2002.03 ~ 2005.02 국제대학교 겸임교수
- 2004.06 ~ 2006.06 제6대 서울특별시의회 의원
- 2004.06 ~ 2004.07 제6대 서울특별시의회 전반기 교육문화위원회 위원
- 2004.07 ~ 2006.06 제6대 서울특별시의회 후반기 재정경제위원회 위원
- 2004.09 ~ 2005.08 제6대 서울특별시의회 후반기 정책위원회 위원
- 2004.10 ~ 2006.06 제6대 서울특별시의회 후반기 예산결산특별위원회 위원
- 2004.11 ~ 2005.06 제6대 서울특별시의회 후반기 남북교류협력지원특별위원회 위원
- 2004.12 ~ 2005.06 제6대 서울특별시의회 후반기 남북교류협력지원특별위원회 부위원장
- 2005.06 ~ 2005.12 제6대 서울특별시의회 후반기 지역균형발전지원특별위원회 위원
- 2005.12 ~ 2006.06 제6대 서울특별시의회 후반기 여성특별위원회 위원
- 2006.07 ~ 2010.06 제7대 서울특별시의회 의원
- 2006.07 ~ 2008.07 제7대 서울특별시의회 전반기 운영위원회 위원
- 2006.07 ~ 2008.07 제7대 서울특별시의회 전반기 교육문화위원회 부위원장
- 2006.07 ~ 2007.10 제7대 서울특별시의회 전반기 예산결산특별위원회 위원
- 2006.08 ~ 2007.08 제7대 서울특별시의회 전반기 윤리특별위원회 위원
- 2007.02 ~ 2008.08 제7대 서울특별시의회 전반기 마곡지구개발특별위원회 위원
- 2007.03 ~ 2007.09 제7대 서울특별시의회 전반기 노인복지지원특별위원회 위원
- 2008.07 ~ 2010.06 제7대 서울특별시의회 후반기 보건복지위원회 위원
- 2008.10 ~ 2009.10 제7대 서울특별시의회 후반기 예산결산특별위원회 위원장
- 2009.09 ~ 2010.06 제7대 서울특별시의회 후반기 후정책위원회 위원
- 2008.09 ~ 2011.04 서울특별시 장애인론볼연맹 회장
- 2013.09 ~ 한양여자대학교 정보경영과 겸임교수
- 바른정당 서울시당 구로구 갑 조직위원회 위원장
- 자유한국당 서울시당 구로구 갑 당협위원장

## 역대 선거 결과
|  | 53.1% |

|  | 55.71% |

|  | 12.87% |